# Rodney Williams

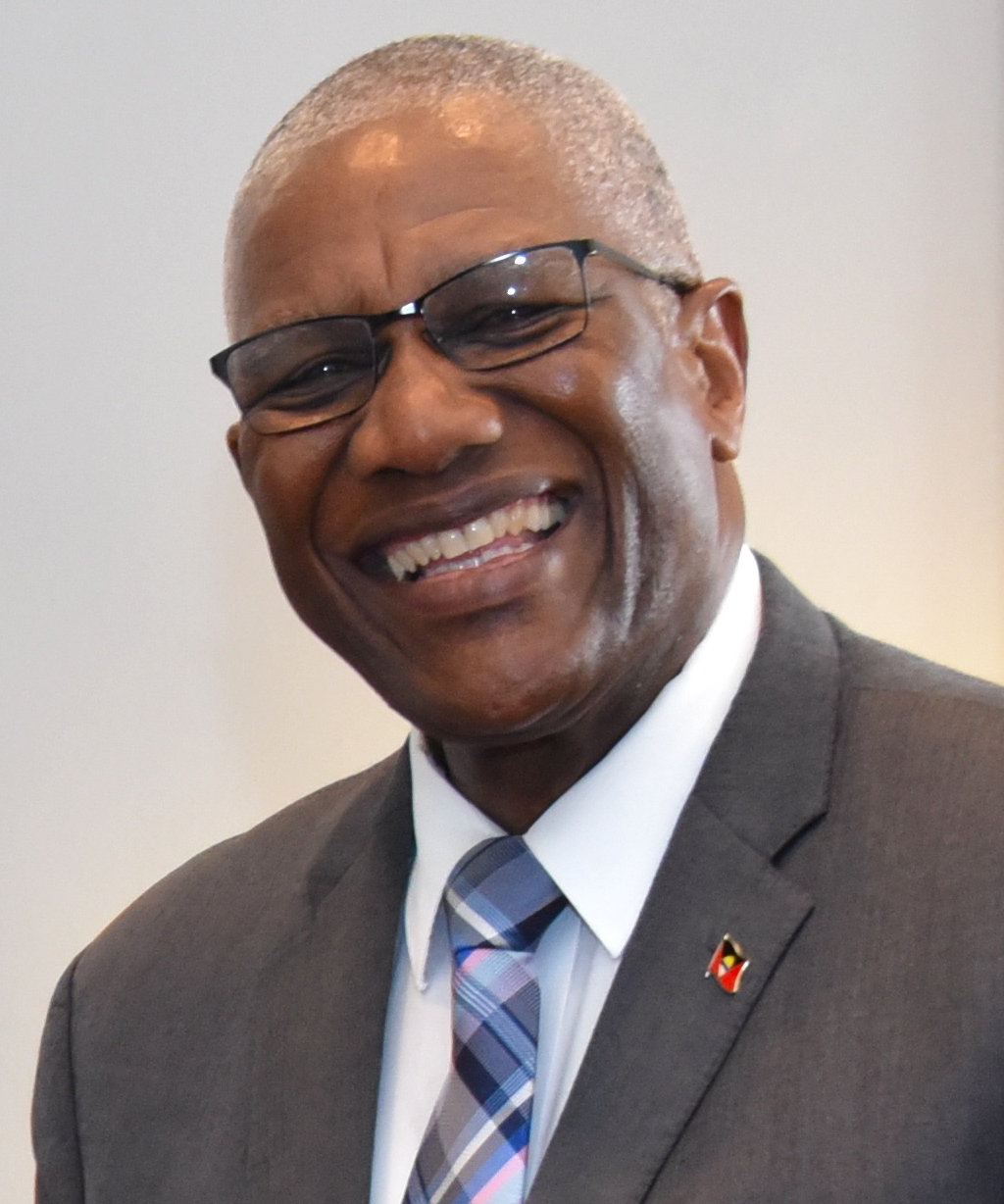
Rodney Williams

Sir Rodney Errey Lawrence Williams GCMG (* 2. November 1947 in Swetes, Antigua) ist ein antiguanischer Arzt, Politiker und amtierender Generalgouverneur von Antigua und Barbuda.
William ist der Sohn des ehemaligen Abgeordneten Ernest Emmanuel Williams. 1976 schloss er sein Medizinstudium an der University of the West Indies in Mona ab und hatte 1986 bis 2004 verschiedene Ministerposten inne.
Am 14. August 2014 wurde Williams Nachfolger von Louise Lake-Tack als Generalgouverneur. Am 30. August 2014 ernannte Elisabeth II. ihn zum Knight Grand Cross des Order of St Michael and St George (GCMG).